# Saturn V műszeregység (IU)

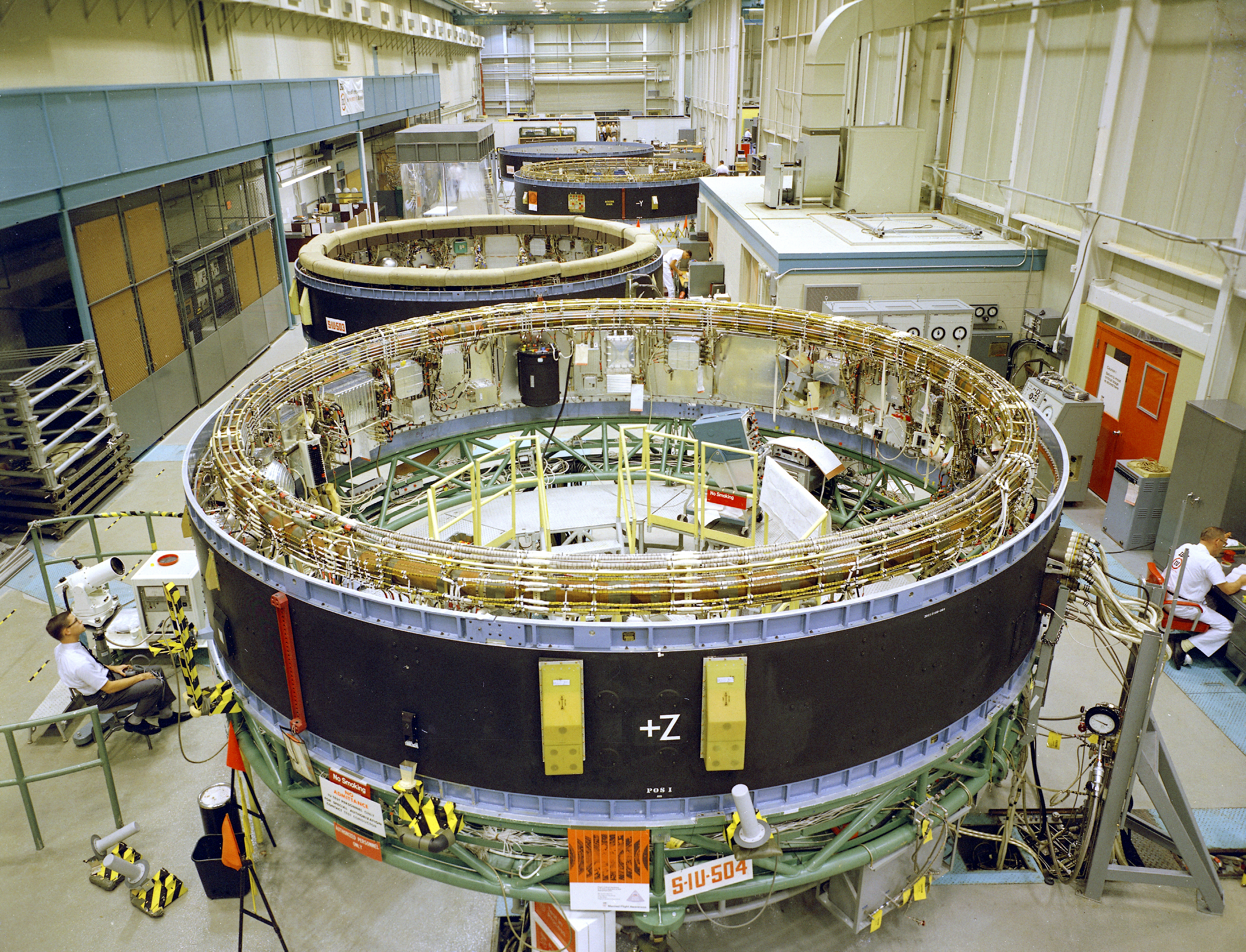
A műszeregységek sorozatgyártása. Az előtérben az IU 504, a végül az Apollo–9-et szállító Saturn V részegysége látható

A Saturn V műszeregység (a NASA által használt nevén Instrument Unit, vagy rövidítve IU) az űrügynökség holdprogramjában használt Saturn V óriásrakéták egyik önálló egysége volt, amelynek a rakéta többi részétől merőben más funkciója volt, ez az egység felelt a felbocsátáskor az űrszerelvény pályán tartásáért. A kor rakétáival ellentétben, ahol a rakéták irányító egységét a rakétatestbe integráltan, akár több helyen szétszórva valósították meg, az IU fizikailag egy helyen összpontosította ezeket a berendezéseket és így képzett egy önálló szerelési egységet.
Elhelyezését tekintve ez volt a rakétaszerelvény legfelső szintje, a rakéta S-IVB fokozatának tetején kapott helyett, felette pedig már az SLA (Spacecraft/Lunar Module Adapter – Űrhajó/holdkomp adapter) volt, amely lényegében a hasznos terhet jelentő holdkomp és Apollo parancsnoki és műszaki egység rakétára rögzítését és hely biztosítását szolgáló passzív szerkezet volt. Méreteit tekintve a repülésre kész Saturn V talán legjelentéktelenebb része volt a 120 méter magas szerkezetből mindössze 91 cm magasságával (0,75%) és 1996 kg-os tömegével (0,075%).
A műszeregységben kapott helyet a Saturn V pályántartásáért felelős önálló, független irányító rendszer, amely egészen a Föld körüli pályára állásig vezérelte a rakétát. További részegységek voltak a digitális komputer, a hozzá kapcsolódó elektronika, egy analóg fedélzeti komputer, egy vészhelyzet érzékelő rendszer, egy tehetetlenségi navigációs platform, gyorsulásmérők és az ezeket kiszolgáló giroszkópok.
A rakéta részegység tervezése a NASA Marshall Űrközpontjában történt, Huntsville-ben a Saturn I rakéta hasonló részegysége alapján, majd a gyártás jogát, valamint a bele foglalt számítógépek építésének jogát az International Business Machines (IBM) kapta meg.

## Fejlesztése
A rakéta részegység fejlesztése nagy mértékben kapcsolódik magának az óriásrakétának a fejlesztéséhez. A NASA Wernher von Braun tervei alapján és a Saturn Vehicle Evaluate Committee, vagy ismertebb nevén a Silverstein-bizottság egy új rakétacsalád, a Saturn rakétacsalád fejlesztésébe fogott, amelynek kisebb tagjai a holdprogram Föld körüli pályán vezetett próbaútjai, míg a legnagyobb tagja pedig a Hold elérésében kapott szerepet. Ezen rakétákban közös volt, hogy nem, vagy csak kis részben alapult más, a NASA által korábban használt, eredetileg interkontinentális ballisztikus rakétafegyveren, ezzel szemben a megrendelésekor tisztán űrrepülési célokra szánt eszköz volt. Ilyen módon közös jellemzője volt a teljes rakétacsaládnak az is, hogy a felhasználási célra való optimalizálás során szerkezetileg is az előzőekben használt eszközöktől.
A legjelentősebb változás az volt, hogy a Saturn rakéták immár tisztán többfokozatú, szilárd hajtóanyagú rakéták voltak, nem rendelkezett egyik sem oldalsó gyorsítófokozatokkal, ezért a rakéta pályán tartását célzó eszközöket egy önálló szerkezeti egységbe kellett rendezni, amely független volt a rakéta többi részegységétől, vagy alsó, esetleg felső részétől (a korábbi rakétákban, így pl. különösen a Mercury-program Redstone rakétájában a pályántartáshoz szükséges berendezések – giroszkópok, tehetetlenségi navigációs rendszer, stb. – nem egy csoportban kerültek beépítésre, hanem ahol célszerűen hely volt a rakétatestben). Szakítva a korábbi filozófiával a Saturn rakéták egy önálló, a rakéta teljes repülési ideje alatt rendelkezésre álló és ezért a rakéta tetején elhelyezett ún. műszeregységet (Instrument Unit) kaptak – más méretdimenzióiknál fogva a Saturn I és a Saturn V különböző méretűeket.
A műszeregység kialakítását és tartalmát a rakéta elméleti tervezését végző és Wernher von Braun irányítása alatt levő Marshall Spaceflight Center végezte.

## Felépítése

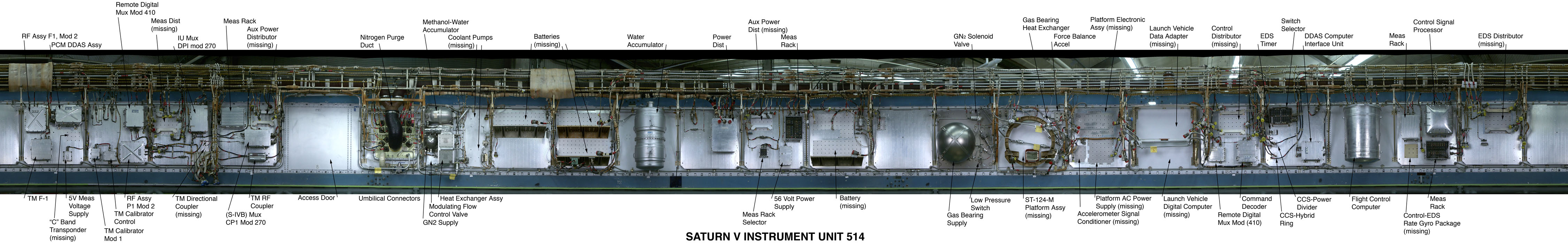
Az 514-es gyártási számú, végül nem repült Saturn V IU egységének belseje

### Szerkezete
Az IU egy 6,6 méter átmérőjű, 0,914 méter magas henger volt, amelynek falai méhsejt szerkezetű alumínium ötvözetből álltak össze és az alsó és felső peremen extrudált alumínium csatornák futottak végig, amelyek merevítették a szerkezetet. Az első tervek alapján elkészült szerkezet először összerogyott a saját súlya alatt, ám később a kritikus pontokon vastagabb fémet alkalmazva a problémát sikerült kiküszöbölni (maga a fémszerkezet egyébként jó tömeg/szilárdság aránnyal, jó hővezető képességgel és jó hangszigetelő tulajdonságokkal rendelkezett). A hengert három 120°-os szegmensben gyártották le és ezeket illesztették össze egy egybefüggő szerkezetté.

### Digitális számítógép és adattároló
A teljes műszeregység lelke és központi magját képező egysége az IBM által fejlesztett fedélzeti számítógép volt. A komputer két elkülönülő, de integráns egységből épült fel: a Launch Vehicle Digital Computer (LVDC – Hordozórakéta Digitális Számítógép) és a Launch Vehicle Data Adapter (Hordozórakéta Adat Feldolgozó) egységekből. A két egység munkamegosztásában az LVDC végezte az összes számítási műveletet, míg az LVDA volt az inputok és az outputok kezelője (amely azt jelentette, hogy minden jel, ami be és kiment a számítógépre és -ről, átment az LVDA-n.
Funkcióját tekintve az LVDC/LVDA rendszer részt vett a rakéta felbocsátás előtti ellenőrzéseiben, a repülés közbeni navigációs számításokban, a fokozatleválasztások vezérlésében és a Föld körüli pályán szükséges számítások elvégzésében. A számításokat végző számítógép egyébként egy általános célú komputer volt, amelybe fixen beépített programok végezték a számítási munkát és a beérkező adatokat két aritmetikai szekció dolgozta fel, amelyek egymástól függetlenül is képesek voltak dolgozni. Az aritmetikai szekciók munkáját úgy osztották meg a tervezők, hogy az összeadási és kivonási műveleteket végezte az egyik szekció, míg a szorzási és osztási műveleteket a másik.
A működéshez a következő programokat égették bele a gép belső memóriájába:
- repülési program: amely a felszállástól a rakéta feladatának végéig volt működésben és felügyelte a startot, a kormányzást, a navigációt, a térbeli helyzet beállítását, a repülési események sorrendiségének vezérlését, az adatkezelést, a földi parancsok végrehajtását és a berendezések felügyeletét.
- orbitális repülési program: a rakéta azon kevés ilyen célú eszköz egyike volt, amelynek nem ért véget a feladata a Föld körüli pályára állás pillanatában, hanem az orbitális pályán is a Holdra tartó Apollo űrhajókkal maradt és ott is kellett a rakétának feladatokat ellátnia. Ehhez külön, önálló programot kapott
- felbocsátás előtti és bekapcsolási program: a földi start előtt a rakétát egy földi irányító számítógép felügyelte, amely hierarchiában az LVDC felett állt, majd a visszaszámlálás T-8 percénél az LVDC vette át a feladatokat
- meghajtásos repülési fázis fő hurok: egy repetitív parancsokat végrehajtó program volt, amely a repülés meghajtott fázisa alatt végzett navigációs számításokat, dolgozott ki kormányparancsokat felügyelte az időzítéseket.
- megszakítási program: egy rakéta felbocsátásának előkészületei során akár tervezett módon, akár váratlanul – pl. egy hiba miatt – előfordulhattak rövidebb-hosszabb megszakítások. Amikor ilyen megszakítás lépett életbe, az LVDC átváltott egy speciális megszakítási rutinra, amely azonosított a megszakítás forrását, végrehajtotta a szükséges intézkedéseket, majd a megszakítás leteltével visszatért arra a pontra, ahol a normál felbocsátási program félbeszakadt
- telemetriai program: az irányításnak szüksége volt rálátásra, hogy milyen rendszerekben mi zajlik éppen és az megfelelően zajlik-e, így az LVDC és LVDA operációjának műveleteit is monitorozták, ezért rádión ezek adatait is lesugározták. Ehhez bizonyos esetekben – pl. az orbitális fázisban, amikor a rakéta a rádióvevő berendezések hatósugarán kívül volt – tárolni volt szükséges az adatokat, majd tömöríteni a rádióadáshoz, vagy éppen amikor többféle adatot egyidejűleg kellett lesugározni, akkor megosztani, hogy melyik frekvencián melyik adatcsomag kerüljön átsugárzásra, vagy az adatok milyen sorrendben kerüljenek át az irányításhoz. Ezt a folyamatot vezérelte ez a programszekció
- egyedi újraindítási program: amely bizonyos dedikált időpontokban szükségszerűen újraindított minden, periodikusan működő programot. Ezek a dedikált időpontok: T1 = Start pillanata; T2 = S–IC középső hajtómű leállítása a fokozatleválasztáshoz; T3 = S–IC külső hajtóművek leállítása a fokozatleválasztáshoz; T4 = S–II fokozat hajtómű leállítása fokozatleválasztáshoz; T5 = S–IVB hajtómű leállítása orbitális pályára érkezéskor; T6 = az S–IVB újraindítása a holdirányú gyújtáskor; T7 = az S–IVB végső leállítása
- üzemmód és sorrendvezérlő program: amely elsősorban a rakéta elektromos és elektronikus rendszereit felügyelte, a kapcsolók helyzetének automatikus állításával, illetve az áramkörök kapcsolásával, valamint választva ezen rendszerek egyes üzemmódjai között. Ugyancsak ez a program adott jelet a hajtómű indításhoz az indítóállásban, a hajtómű leállításhoz a fokozatleválasztások előtt, illetve magukhoz a fokozatleválasztásokhoz
- kapcsolási választó program: a legtöbb LVDC által irányított fokozatszerű folyamat egy kapcsolási választón keresztül működött. A kapcsolási választó az LVDC/LVDA-tól kapott egy digitális parancsot, amelyet dekódolt és aktiválta a megfelelő áramkört, hogy végrehajtsa a parancsot. A választók reléket hoztak működésbe, amelyek azt a részegységet hozták működésbe, amely érintett volt a parancsban. Minden választó 112 különböző áramkört tudott aktiválni, egyszerre egyet, amelyet kódok alapján hajtott végre. A parancsokat 100 milliszekundumos időközönként volt képes kiadni a rendszer.

### Mérő és telemetriai rendszer
A rakéta repülése közben a helyzetén és a sebességén kívül számos más paraméteréről is szükség volt adatokra, ezért erre a célra egy mérőeszközrendszert alakítottak ki a tervezők. A mérőműszer rendszer valamely rendszer komponensek bizonyos eseményeit és/vagy állapotát mérte, majd ezeket az adatokat kellett továbbítani a Földre. A mérések nagy száma és szerteágazó volta miatt ez egy meglehetősen bonyolult mérőeszközparkot kívánt meg, amelyek több helyen helyezkedtek el a rakétán belül. Éppen ezért ezeket a mérőeszközöket csoportosítva, az IU-ban különböző fakkokat alakítottak ki a befutó mérések input oldalán levő fogadóberendezéseknek, összesen 10 ilyen fakkot, amelynek mindegyikében 20 jelfogadó modul volt elhelyezve.
Ehhez a rendszerhez kapcsolódott egy telemetriai rendszer, amely a jelfogadó és elosztó egységből kapta az átsugározandó adatcsomagokat. A megközelítően 350 mérési helyről származó jeleket négy csatornán át sugározták át az irányítás számára.
A sugárzáshoz pedig egy antennarendszert alakítottak ki, amelyeken keresztül folyt az adatok rádióforgalmazása.

### Vészhelyzet érzékelő rendszer
A vészhelyzeti érzékelő rendszer feladata volt, hogy a startfolyamat során jelentkező olyan jelenségeket figyelje, amelyek potenciálisan elvezethetnek a rakétaszerelvény hibájához és megsemmisüléséhez, ezzel veszélyeztetve a fedélzeten helyet foglaló emberek biztonságát, életét. A rendszer egy több elemből álló, bonyolult berendezésegyüttes volt. Az érzékelő elemei a rakéta testében szétszórtan helyezkedtek el, az IU-ban csak az érzékelőkből befutó jeleket fogadó és azok alapján intézkedéseket kidolgozó központi egység kapott helyet.
Az EDS (Emergency Detection System) központi egysége a beérkező jelek alapján kétféle intézkedést tudott kiváltani. Amennyiben valamilyen rapid vészhelyzet volt kibontakozóban és a rakéta hibája, törése rövid időn belül látszott bekövetkezni, az EDS egy automatikus megszakítási, leállási folyamatot indított el. Amennyiben azonban a vészhelyzeti folyamat kibontakozása lassú volt és ezáltal a fedélzeten helyet foglaló legénység is képes volt azt felmérni és reagálni rá, akkor a legénység számára csak egy vészjelzést indított el a műszerfalon a rendszer.

### Navigációs és kormányrendszer

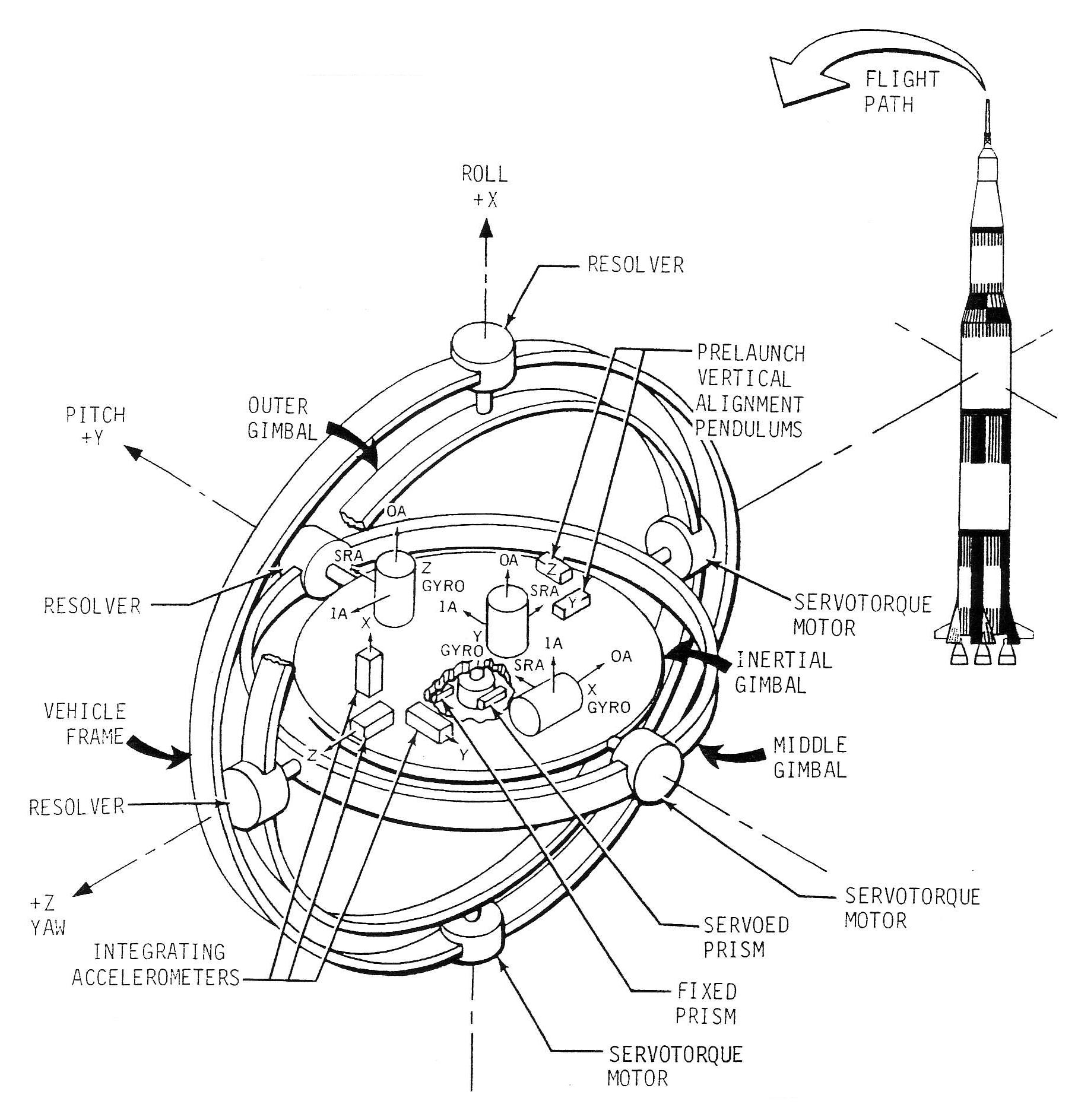
az inerciális navigációs rendszer lelke

A rakéta megfelelő irányú mozgásáért a Guidance, navigation, and control (GNC – Irányító, navigációs és kormány) rendszer felelt, amely úgy a Saturn V Föld körüli pályára állítását, mint a holdirányú gyorsítást végezte és amelynek működése egy tehetetlenségi navigációs platformon alapult, amely a rakéta bármely irányú gyorsulását és állásszögét képes volt meghatározni.
A rendszer „guidance” komponense felelt azért, hogy mindenkor kiszámítsa azokat a manővereket, amelyek a megkívánt irányú pálya eléréséhez volt szükséges. A „navigation” komponens határozta meg az űreszköz aktuális pozícióját és sebességét a fedélzeten mért értékekből. És végük a „control” komponens hajtotta végre a másik két komponens által kidolgozott kormányparancsokat a rakéta ezt a célt szolgáló részegységeinek segítségével. A működés alapjául egy háromtengelyű vízszintes stabilizátorra (gimbal) szerelt giroszkóp volt, amely egy űrbeli fix referenciaponthoz viszonyított koordinátákat szolgáltatott. A gimbalra szereltek még három gyorsulásmérőt is, amely a három irányba mérte a sebességkomponenseket, amelyek a rakéta meghajtásának és kormányzásának hatására változtak folyamatosan. Az adatok bekerültek az IU digitális számítógépébe, amely meghatározta a szükséges további manővereket. A kormányzásra pedig az egyes fokozatok hajtóműveinek irányvektorának megváltoztatásával kerülhetett sor, úgy, hogy az S-IC F–1 hajtóművei, valamint az S-II és az S-IVB J–2 hajtóművei szintén gimbalra szereltek voltak, ezért kis mértékben elfordíthatóak voltak a rakéta hossztengelyéhez képest, megváltoztatva annak tolóerővektorát, így a haladás irányát.

### Tehetetlenségi navigációs platform
A rakéta helyzetére és mozgására vonatkozó összes adat – amelyek aztán kiindulási alapként szolgáltak minden más, a repülés alatt szükségessé váló művelet elindítására – a tehetetlenségi navigációs platformról, az arra szerelt giroszkópokról és gyorsulásmérőkről érkezett a komputer LVDA egységébe. Az indulás előtt a platformot nagy pontossággal bekalibrálták Cape Canaveral-en, a helyi vízszintesre egy inga segítségével. Innen aztán a vízszintes stabilizátorra (gimbal) szerelt giroszkópok és a gyorsulásmérők vették át az irányítást. A giroszkópok a nagy szabadságfokú gimbal három tengelye (X, Y, Z) kerültek elhelyezésre, hogy az X és Y tengelyek mentén teljesen szabadon mozogtak, míg a Z tengely mentén (amely az indítóállásban a rakéta bólintó irányú mozgásának felelt meg), csak 45°-ig volt kitéríthető. Minden giroszkóp kapott egy jelgenerátort, amely elektromos jeleket küldött a nyomatékváltozásokról (azaz az elmozdulásokról). A gimbalra még három gyorsulásmérőt is szereltek, amelyek szintén az X, Y és Z tengelyek mentén mérték a gyorsulást. Mindegyik műszer mérőfeje egy első szabadságfokú saját giroszkópot kapott és a mérőfej forgatásával tudták a tengely mentén érzékelhető gyorsulást mérni.

### Belső környezet szabályozó rendszere
Az IU üzemelése megkívánta, hogy viszonylag állandó környezeti feltételek (elsősorban hőmérséklet) uralkodjon mind az indítóálláson, a földön állva, mind a repülés közben. Ehhez négy alrendszert alkalmaztak:
- TCS (Thermal Conditioning System – Hőszabályozó rendszer): amely azért volt felelős, hogy a belül keringetett levegő hőmérsékletét 15 °C (+/- 0,5 °C) értéken tartsa
- felszállás előtti légtisztító rendszer: amely hőmérsékletileg és nyomásértéken megfelelő belső levegőellátást, vagy nitrogéngáz ellátást biztosított
- gázellátó rendszer: amely nitrogéngázt tárol és szolgáltat az inerciális navigációs platform működéséhez
- veszélyes gáz detektáló rendszer: amely mintát vett a szerkezet belsejében található gázokból és kiszűrte, ha valamilyen veszélyes gáz, vagy kipárolgás került bele a légtérbe

Az IU-ban működő berendezések egyenletes hőmérsékleten működtek optimálisan, ezért ezek hűtést igényeltek – különösen a földi környezetben –, amelyet úgy oldottak meg, hogy paneleket (a NASA terminológiájában hűtött lapokat) szereltek fel, rács alakzatba. Ezeket két hőcserélőhöz csatlakoztatták, az egyik a földi környezetben dolgozott, ahol 60% methanolból és 40% desztillált vízből álló hűtőfolyadékot keringettek benne, a másik pedig repülés közben, az űr környezetében működött és desztillált víz szublimáltatásával vont el hőt. A keringetéshez árammal működő rendszert használtak, amelyeket akkumulátorok tápláltak.
A légtisztító rendszer két üzemmódban dolgozott. A felszállási előkészületek, szerelés, szállítás közben a kintről, más rendszerekből kapott tisztított levegőt csak beengedte az IU belsejébe, míg már a rakéta üzemanyaggal való feltöltése alatt és után, amikor a külső környezetben megemelkedett a más gázok szintje, lezárt és csak a belső légkört engedte, hogy megmaradjon.
A gázellátó rendszer pedig egy nyomás alatt levő tartályból állt, amelyben nagynyomású nitrogéngázt tároltak (illetve ezt a tartályt folyamatosan lehetett kintről utántölteni egy köldökzsinóron át. Amikor a rendszer érzékelte, hogy az IU belsejében gáz utánpótlásra van szükség, egy szűrőn és egy gázregulátoron át betáplálták egy hőcserélőbe, ahol megfelelő, a benn szükséges stabil hőfokra állították be azt, majd a gáz megérkezett az IU-ba.
A veszélyes gáz érzékelő rendszert kifejezetten a rakéta feltöltésének idejére aktiválták, mivel ekkor volt lehetőség egyáltalán, hogy más gázok is megjelenjenek az IU környezetében. A berendezés folyamatosan mintát vett az IU belső légteréből és jelezte, ha megjelenne valamilyen káros, a rendszer működéséhez szükségestől különböző gáz.

### Elektromos rendszer
Az elektromos rendszer három fő összetevőből állt össze: akkumulátorokból, áramátalakítókból és áramelosztókból.
Az IU áramforrásai 28 volttal üzemelő ezüst-cink akkumulátorok voltak (az indítóállásban állva külső áramforrásról, a földi kiszolgáló berendezésekből kapott betáppal üzemelt a rendszer). Az ezüst-cink rendszert azért választották a mérnökök, mert ugyanazon tömeg mellett négyszer nagyobb volt az amper-óra kapacitásuk, mint a hagyományos ólom-sósav, vagy a nikkel-kadmium akkuknak. A rendszert úgy építették fel, hogy minden áramelosztónak saját akkumulátora volt, illetve az áramelosztó/akkumulátor párok terhelését, a fogyasztók kiosztását pedig úgy alakították, hogy viszonylag egyenlő legyen minden áramforráson a fogyasztás.
Az akkumulátorokból az áram a konverterekbe jutott, ahol az akkuk egyenáramát átalakították a fogyasztók számára váltóárammá. Emellett a rendszer része volt még egy egyenáram-egyenáram transzformátor is, amely az akkuk 28 voltos feszültségét 56 voltossá alakította és az így kapott áram ment tovább az áramelosztóba. A fő rendszer mellett működött még egy, a mérőkhöz szükséges, 5 voltos rendszer is, amely szintén kapott egy saját átalakítót, hogy a 28 voltos akkufeszültséget 5 voltra redukálja.
A rendszer utolsó része az áramelosztók hálózata volt. Ezeket a berendezéseket nagyjából funkciók szerint telepítették, úgymint:
- 2 darab mérési elosztó
- 1 darab szabályozó elosztó
- 1 darab elosztó a Vészhelyzet érzékelő rendszerhez
- 1 darab áramelosztó
- 2 darab segéd áramelosztó

### Vezérlőrendszer jelátalakító komponens
Az IU-ban futó rendszerek nagyon leegyszerűsítve elektromos jelekkel, impulzusokkal kommunikáltak egymással. Ezek egyik speciális területe volt a Flight Control Computer (FCC – Repülésirányító számítógép) működése, amely a röppálya beállítása érdekében végzett számításokat a navigációs és kormányrendszer számára. Ez az egység egyenáramú jeleket fogadott a giroszkópok felől, amelyek viszont váltóárammal működtek. Ezeket kellett szinkronizálni, hogy az FCC ki tudja dolgozni a megfelelő kormányparancsokat és eljuttatni az LVDC/LVDA egységbe.

### Kommunikációs rendszer
A rakéta kommunikációs rendszere a földi irányítás parancsait közvetítette a rakétához. Ezen a kapcsolaton keresztül tudta frissíteni az irányítás a helyzetváltoztatási információkat, vagy parancsot adni más funkcióknak az LVDC-n keresztül. Ezek a folyamatok kissé bonyolultak voltak a repülés természeténél fogva: az irányítás kiadta a parancsot, vagy valamilyen adatfrissítést, amit elküldött a rádió nyomon követő hálózat felé, amelynek az a tagja, amely kapcsolatot tudott építeni a földrajzi elhelyezkedésénél fogva az űreszközzel, továbbította azt.
A kommunikációs rendszer egy bejövő és egy kimenő antennát tartalmazott, az antennák közötti kapcsolóval, valamint URH adóval, valamint egy parancs dekóderrel, amely megakadályozta, hogy illetéktelen parancs kerüljön a rendszerbe. A parancsok egységesen 2101,8 MHz frekvencián érkeztek.

### Nyomonkövetési eszközök
A Saturn V repülése közben az irányításnak, a biztonsági és mentőszolgálatnak, valamint a repülés utáni kiértékelést végző csoportnak szüksége volt az űrjármű nyomon követésére és az ebből származó adatokra. Ehhez az IU-ba beszereltek két mikrohullámsávú radar jeladót.
A Saturn V repülését fázisra osztották fel: a starttól a Föld körüli pályáig, Föld körüli pályán, holdirányú gyorsítás és szökési sebesség elérésétől a Holdig. Az első fázisban folyamatos nyomonkövetésre volt szükség, ám mivel ez a fázis hosszú ideig – 11 perc 17 másodpercig – tartott, ezért nem volt olyan követőállomás, amely folyamatosan rálátott volna a rakétára, így az Atlanti-óceánra vezényelt követőhajókkal oldották meg a jelek folyamatos vételét. Az Apollo parancsnoki modulba épített URH jeladók és az IU mikrohullámú rendszerének párhuzamos megfigyelésével és a két adat összevetésével nagyon pontosan meg tudták határozni a Föld körüli pályára lépés adatait, ezzel a pálya elemeit. A következő két repülési fázisban is a hangsúly a jelek vételén volt, amelyet követőhajók, illetve földi állomások láncolatán át tudtak megvalósítani. A holdirányra állás után ismét létfontosságú volt az új pályaelemek meghatározása, amelyek immár az űrhajó megfelelő pályán tartását szolgálták. A Föld és Hold közötti úton aztán a nyomonkövetést a Deep Space Network hálózata vette át, amely az URH jelek vételére, azaz a parancsnoki űrhajó követésére volt alkalmas. Az IU jeleit innen már elég volt akkor venni, amikor valamelyik földi állomás rálátott, mivel csak annyi szerepe volt az rakétafokozatnak, hogy vagy elrepüljön a Hold mellett, vagy becsapódjon a felszínébe és a már telepített mérőeszközök méréseihez meg lehessen állapítani a becsapódás helyét.

### Földi kiszolgálás eszközei
Az IU az indítóállásban állva, a startra várva földi kiszolgálást is igényelt. nem volt teljesen autonóm rendszer. Ennek a követelménynek 3 eszközzel kívántak a tervezők megfelelni:
- IU bejárati ajtó: maga az IU három, egyenként 120°-os szegmensből állt össze egy zárt, hengeres gyűrűvé, amelyet a rakéta összeszerelt állapotában alulról az S-IVB (és annak tartályrendszere), felülről pedig a hasznos terhet hordozó SLA zárt le. Ahhoz, hogy összeszerelt állapotban be lehessen jutni a berendezéseket és műszereket, valamint a komputereket tartalmazó belső térbe, egy bejutást lehetővé tevő ajtóra volt szükség. Ez az ajtó a feltöltési műveletekhez adott lehetőséget: ezen keresztül töltötték fel a felette levő adapterben ülő holdkompot indulás előtt üzemanyaggal (majd egy speciális takaróval fedték le az űrhajót, hogy nehogy a véletlenül kilöttyenő és párolgó hajtóanyag bárhová máshová eljusson), majd 20 órával a startot megelőzően helyére kerültek az IU repüléshez szükséges – egyenként 75 kg-os – akkumulátorai és kerültek aktiválásra, majd T-6 óránál az összes kiszolgáló berendezést visszavontak és az ajtó lezárásra került
- köldökzsinór aljzat: az ajtó mellett, amely fizikai bejutást tett lehetővé, az egyéb betáplálás (áram, hűtőfolyadékok, levegő, nitrogéngáz, stb.) egy csatlakozó aljzaton keresztül történt, amely közvetlenül az ajtó mellett kapott helyet. Kívülről az indítóállás felől a különböző ellátmányok kábelei ebbe az aljzatba csatlakoztak, belül pedig az aljzatból kerültek elosztásra
- optikai nézőke: az IU kapott egy ablakot is, amelyen keresztül az optikai jeleket igénylő műszerek referencia kalibrálását lehetett elvégezni, amelyen keresztül ezek a navigációs berendezések „kiláttak”

### Mechanikus interface az SLA rekeszhez
Az IU a felette levő SLA-hez (Spacecraft/Lunar Module Adapter) mechanikusan kapcsolódott. Ehhez három vezető tüskét és konzolt építettek be, amelyek a helyére vezették a két részegység összekapcsolásakor azokat. Az egymásra illesztést követően hat csavart illesztettek be körben és rögzítették aztokat egymás után. ezzel szilárd kapcsolatot hozva létre az IU (és lényegében vele együtt az S-IVB rakétafokozat) és az SLA között.

## Repülési profil
Az IU működése az indítóállásban állva kezdődött, ahol a berendezéseket a helyi vízszinteshez kalibrálták be, a rakétát pedig a farokrészéhez rögzített tartócsavarok rögzítették szilárdan az indítóálláshoz. A start és elemelkedés egy vezérelt folyamat volt, mintsem egy pillanat, előbb a hajtóművek tolóerejének kellett felépülnie a maximumig, majd a tartócsavarok lerobbantását követően az első néhány centiméteren egy az érzékelők által gondosan felügyelt fokozatos emelkedésre került sor.
Amint a rakéta elhagyta az indítóállás tornyát, az IU számítógépe a beépített program szerint azonnal egy tengely körüli forgás manőverre adott utasítást úgy, hogy az azután következő bólintó irányú manőver már a megkívánt irányszögbe vigye tovább a rakétát. Ez a forgási és bólintási manőver az előre tárolt program szerint zajlott le és nem befolyásolta még navigációs mérés. Egészen az S–I fokozat leválasztásáig a kormánymanőverek kizárólag a beprogramozott időpontokhoz kötődtek és nem a rakéta mért helyzetéhez, vagy sebességéhez.
Az első fokozat hajtóműveinek leállítása és a fokozatleválási manőver akkor ment végbe, amikor az IU jelet kapott, hogy a fokozat tartályaiban levő hajtó és oxidálóanyag egy előre meghatározott kritikus ponthoz ért (a hajtóművek sosem a hajtóanyag kifogytával álltak le, mindig maradt némi maradék, vagy tartalék a tartályokban, hogy a folyadék lötyögése nehogy hajtómű kihagyásokhoz vezessen). Az IU méréseken alapuló beavatkozásai ettől a pillanattól fogva léptek működésbe, annak érdekében, hogy az előre meghatározott pályát a lehető legkevesebb üzemanyag felhasználásával tudja elérni a szerkezet.
A második fokozat hajtóműveinek leállítása és leválasztása azonos módon történt az első fokozatéval. Eddigre a rakéta már nagyjából elérte a kívánt magasságot, a harmadik fokozat gyorsítása már csak a végső sebesség elérésére és egy nagyjából körpálya elérésére kellett.
Az S-IVB-t úgy tervezték, hogy újraindítható legyen a hajtóműve, mivel előbb a Föld körüli pályára álláshoz kellett működnie, majd egy rövid keringési időszak (általában 1,5 keringés, de az elméleti maximum 4 keringés volt) után újra beinduljon a holdirányú gyújtás manőverhez. Tehát a harmadik fokozat és az Apollo űrhajó előbb föld körüli pályára állt és az űrhajósok rendszerellenőrzéseket végeztek az űrhajóban, mivel alapszabály volt, hogy csak tökéletesen működő rendszerekkel lehetett elindulni a Holdhoz. Ez idő alatt a főként hajókra telepített, de szárazföldi telepítésű vevőállomások a világ körül gyűjtötték az utolsó, az űreszköz pontos sebességére, helyzetére vonatkozó adatokat, amelyek gyűjtőnével állapot vektorként voltak ismertek, majd ezek alapján finomította az irányítás a saját becsléseit, hogy a terv szerint milyeneknek kellene lenni az értékeknek és mik az eltérések. A legutolsó finomítást töltötték vissza az IU navigációs rendszerébe (valamint a parancsnoki űrhajó ugyanilyen rendszerébe) és amikor az űreszköz ezek alapján optimális geometriai helyzetbe került lehetett újraindítani a harmadik fokozat hajtóművét és útnak indítani a szerelvényt a Hold felé.
A holdirányra állást követően következett el helyzetváltoztatás, dokkolás és kihúzás manőver (amelyben a parancsnoki egység levált az S-IVB/SLA szerkezetről, eltávolodott, majd 180°-ot fordulva a menetiránynak háttal repült tovább, visszamanőverezett az SLA-hoz, amelynek közben lerobbantották a borítólapjait, hogy aztán összekapcsolódjon a holdkomppal és egy manőverrel kihúzza azt a tartórekeszéből, hogy immár együtt, összekapcsolódva repüljenek tovább a Holdhoz). Ennél a manővernél számos erőhatás érte az IU-t (pl. a parancsnoki hajó leválása, vagy a borítólapok lerobbantása), az IU feladata ebben a fázisban annyi volt (bár maga a rakétafokozat passzív volt a műveletben), hogy a lehető legstabilabban tartsa a két űrhajóegység dokkolásához a rakétafokozatot.
Az IU legutolsó feladata volt, amikor az űrhajók leváltak és eltávolodtak, a rakétafokozatot kissé más pályára lökni (mivel addig szükségszerűen az Apollo űrhajóval azonos pályán repültek), nehogy valamilyen balvégzetű véletlen folytán összeütközzön az űrhajó az S-IVB-vel. Az első holdexpedíciók S–IVB fokozatai ezután a manőver után olyan pályára álltak, hogy elrepüljenek a Hold mellett és Nap körüli pályára álltak. Később a manővert úgy tervezték meg, hogy a fokozat becsapódjon a Holdba, hogy az Apollo–11, –12, –14, –15 és –16 által hátrahagyott érzékelő műszerek – elsősorban a szeizmométerek – mérjék a becsapódások hatásait (az Apollo–13, –14, –15, –16 és –17 S–IVB fokozatai kerültek ilyen becsapódó pályára).

## Alapadatok
- Méretei:
  - Átmérő: 6,6 méter
  - Magasság: 0,914 méter
- Starttömeg: 1996 kg

## Repülései
Az IU karrierje a Saturn rakétacsalád fejlődésével együtt fejlődött. Mivel először a Saturn I és IB rakéták készültek el, ezeken debütált az IU 1-es és 2-es verziója, amelynek továbbfejlődéséből született az Saturn V-ön alkalmazott 3-as verziójú műszeregység. Első repülésére az Apollo–4 tesztfelszálláson került sor 1967. november 9-én és később az összes Saturn V repülésen használták, egészen a Skylab űrállomás felbocsátásáig 1973. május 14-én.
| Hordozórakéta | Járműkód | Repülés   | Startdátum         | Indítóállás | IU verziója |
| ------------- | -------- | --------- | ------------------ | ----------- | ----------- |
| Saturn V      | SA-501   | Apollo–4  | 1967. november 9.  | LC–39A      | 3           |
| Saturn V      | SA-502   | Apollo–6  | 1968. április 4.   | LC–39A      | 3           |
| Saturn V      | SA-503   | Apollo–8  | 1968. december 21. | LC–39A      | 3           |
| Saturn V      | SA-504   | Apollo–9  | 1969. március 3.   | LC–39A      | 3           |
| Saturn V      | SA-505   | Apollo–10 | 1969. május 18.    | LC–39A      | 3           |
| Saturn V      | SA-506   | Apollo–11 | 1969. július 16.   | LC–39A      | 3           |
| Saturn V      | SA-507   | Apollo–12 | 1969. november 14. | LC–39A      | 3           |
| Saturn V      | SA-508   | Apollo–13 | 1970. április 11.  | LC–39A      | 3           |
| Saturn V      | SA-509   | Apollo–14 | 1971. január 31.   | LC–39A      | 3           |
| Saturn V      | SA-510   | Apollo–15 | 1971. július 26.   | LC–39A      | 3           |
| Saturn V      | SA-511   | Apollo–16 | 1972. április 16.  | LC–39A      | 3           |
| Saturn V      | SA-512   | Apollo–17 | 1972. december 7.  | LC–39A      | 3           |
| Saturn V      | SA-513   | Skylab–1  | 1973. május 14.    | LC–39A      | 3           |

## Lásd még
- Saturn IB
- Saturn V
- S-IC
- S-II
- S-IVB